# Euneura
Euneura is een geslacht van vliesvleugeligen uit de familie Pteromalidae. De wetenschappelijke naam van dit geslacht is voor het eerst geldig gepubliceerd in 1844 door Walker.

## Soorten
Het geslacht Euneura omvat de volgende soorten:
- Euneura lachni (Ashmead, 1887)
- Euneura saetosa (Delucchi, 1955)
- Euneura sirphidi Risbec, 1957
- Euneura sopolis (Walker, 1844)
- Euneura stomaphidis Kamijo & Takada, 1983